# Mięsień zasłaniacz wewnętrzny

Mięśnie zasłaniacze wewnętrzne

Mięsień zasłaniacz wewnętrzny, mięsień zasłonowy wewnętrzny (łac. musculus obturator internus, musculus obturatorius internus) – w anatomii człowieka płaski, trójkątny, wachlarzowaty mięsień, należący do grupy mięśni brzusznych obręczy kończyny dolnej, budujący zarówno ścianę miednicy jak i okolicę pośladkową. Przyczep początkowy ma na powierzchni wewnętrznej błony zasłonowej i na  kości miedniczej w otoczeniu otworu zasłonionego. Przebieg włókien jest zbieżny do otworu kulszowego mniejszego, gdzie zwracają się pod kątem prostym, kierują się bocznie i przechodzą w ścięgno, które dalej biegnie między obu mięśniami bliźniaczymi i kończy się w dole krętarzowym kości udowej. Unaczyniony jest przez tętnicę pośladkową dolną, tętnicę zasłonową i tętnicę sromową wewnętrzną, a unerwione przez nerw do mięśnia zasłaniacza wewnętrznego (L5–S1).
Mięsień ten obraca udo na zewnątrz w stawie biodrowym. Oprócz tego słabo przywodzi i nieznacznie prostuje udo.